# Senjangi Olimpiai Stadion
A Senjangi Olimpiai Stadion (kínaul 沈阳奥林匹克体育中心体育场, pinjin átírással Shěnyáng Àolínpǐkè Tǐyù Zhōngxīn) Kínában, Liaoning tartományban, Senjangban található a többcélú sportlétesítmény.
A létesítmény befogadóképessége 60 000 ülőhely. A komplexum tartalmaz egy 10 000 ülőhelyes sportcsarnokot, egy 4000 ülőhelyes  színháztermet és egy 4000 ülőhelyes teniszcsarnokot is.

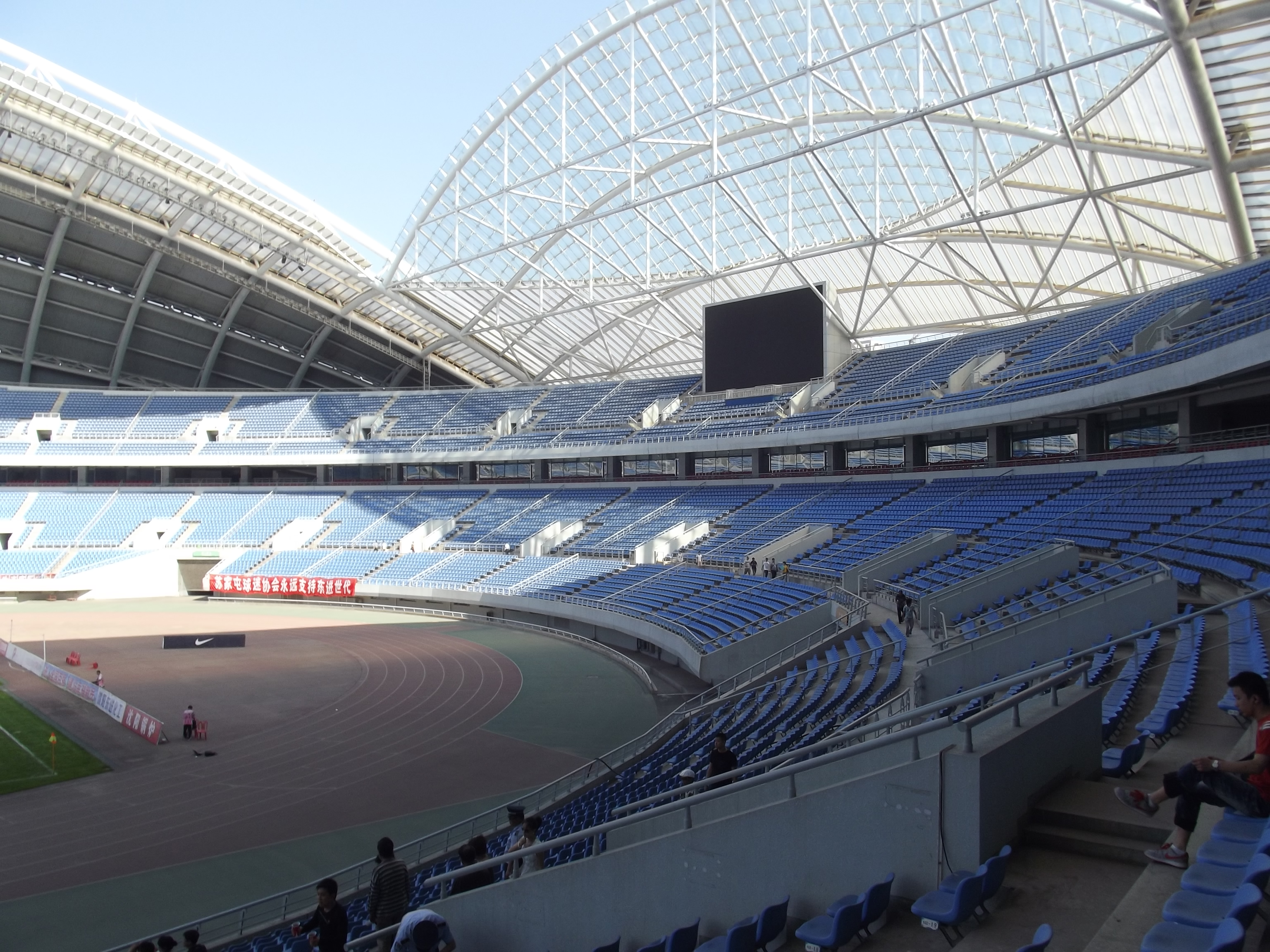
A lelátók

2008. évi nyári olimpiai játékok labdarúgó mérkőzései közül több csoportmérkőzést itt rendezték meg.